# Лисовский, Николай Васильевич
Николай Васильевич Лисовский (1 декабря 1885, село Адаховщина Новогрудского уезда Минской губернии — 18 февраля 1957, Москва) — советский военачальник, комкор (1935), один из красных командармов Гражданской войны.

## Биография
Уроженец села Адаховщина Новогрудского уезда Минской губернии. Сын священника. Обучался в Минском духовном училище и Минской духовной семинарии, из которой был отчислен в феврале 1905 года за организацию бунта. Некоторое время не принимался в образовательные учреждения и на военную службу как неблагонадёжный.

## В царской армии
Чтобы получить возможность сделать военную карьеру в сентябре 1905 года вступил вольноопределяющимся в 239-й резервный пехотный полк. Через 5 дней был направлен в Виленское военное училище, куда был принят как рядовой из вольноопределяющихся, а не как семинарист. Окончил его в 1907, выпущен подпоручиком в 10-й Восточно-Сибирский стрелковый полк, затем поручик. В этот период женился. Окончил 2 курса Императорской Николаевской военной академии (1914). Участник Первой мировой войны. Принимал участие в боях как младший офицер роты, командовал ротой и батальоном. С 24 марта 1914 штабс-капитан 10-го стрелкового полка. Причислен к генеральному штабу (март 1915). Старший адъютант штаба 101-й пехотной дивизии (с 14 июля 1916 до демобилизации). Капитан (24 марта 1915). С 1917 подполковник (по другим данным последний чин — капитан). Последняя должность — начальник оперативного отделения штаба Юго-Западного фронта.

## ВРККА
Добровольно вступил в РККА в феврале 1918. Начоперотдела Беломорского ВО (15 мая — 6 августа 1918). С 6 августа по 26 ноября 1918 начштаба Котласского района. Командир 1-го отделения стрелковой бригады (26.11.1918—12.01.1919). Командовал войсками Двинско-Мезенского района (12.01.—26.11.1919) и Пинего-Печорского края (26.11-30.05.1919). Командир 3-й бригады 18-й стрелковой дивизии (30.05.—07.08.1919). Начдив 54-й стрелковой дивизии (7 августа — 27 октября 1919). Начштаба 6-й армии (27.10.—22.11.1919). Затем вновь командовал 54-й стрелковой дивизией (до 15 декабря 1919). Со 2 января по 10 апреля 1920 начштаба 6-й армии. Начальник военной части Белорусского ВО (10.04.—20.06.1920). Начштаба 3-й армии (20.06.—15.10.1920). Командующий 12-й армией (26.10.1920—25.12.1920).
Помощник начальника штаба ПриВО (с 27 января 1921). С 8 декабря 1921 командующий Самаркандской группой войск. Командовал 3-й Туркестанской стрелковой дивизией, c октября 1922 — 13-м стрелковым корпусом . Его корпус стабильно удерживал первое место в Красной Армии по всем видам боевой подготовки. Нарком обороны М. В. Фрунзе высоко ценил Лисовского как военачальника и незаурядного человека и аттестовал на должность командующего войсками округа. В 1924—1925 начальник штаба Приволжского ВО. Помощник начальника ГУ Всевобуча. Помощник командира 2-го стрелкового корпуса. Заместитель начальника штаба МВО. Член ВКП(б) с 1932. В 1932—1933 вновь начальник штаба Приволжского ВО. В 1933—1935 заместитель начальника Штаба РККА. В 1935—1936 начальник штаба ПриВО. 20 ноября 1935 присвоено звание комкор. С марта 1936 заместитель командующего войск ЗабВО.

## Репрессии и последние годы жизни
Арестован 22 февраля 1938 года. Обвинялся по статьям 58—1"б" и 58—11 УК РСФСР. Приговорён ВКВС 11 июля 1941 к 10 годам ИТЛ и 5 годам поражения в правах. Исключён из ВКП(б) в связи с арестом. Наказание отбывал при Усть-Вымлаге МВД СССР.

«…Лисовский почти всю жизнь занимался нашей западной границей и возможным противником на Западе. Все, что происходило в 39-м и после, он воспринимал как нечто личное, происходящее с ним самим. Был непоколебимо уверен в неизбежности войны с Германией… О теории „малой кровью, на чужой земле“ он отзывался изысканным матом старого гвардейца. Несмотря на всю свою сдержанность и выдержку, он предсказывал колоссальные военные неудачи нашей армии! Когда, через месяц полной изоляции, у нас снова появились радио и газеты, мы могли судить, что все предсказания Лисовского оправдывались со страшной последовательностью. Он довольно точно предсказал направление главных немецких ударов. Весной 1942 года, почти с абсолютной точностью, начертил мне направление будущего удара немецких армий на юг и юго-восток… Было что-то чудовищное в том, что высокопрофессиональный работник, всю жизнь готовившийся к этой войне, сидит на зачуханном лагпункте и нормирует туфту в нарядах. А ведь в Генштабе сидел его бывший ученик и подчинённый Василевский!»— Из воспоминаний Л.Э. Разгона о Н.В. Лисовском в «Непридуманное». 1989.
22 февраля 1948 по отбытии срока наказания из лагеря был освобождён и выехал на жительство в Бийск Алтайского края. Устроился там работать заведующим склада краевой конторы «Росхмель». Повторно арестован 26 ноября 1949 как «антисоветский элемент». Постановлением Особого совещания при МГБ СССР от 01.04.1950 сослан на поселение в Енисейск Красноярского края. Устроился работать в баню, в конечном счёте стал её директором. Из ссылки освобожден в августе 1954. В апреле 1955 реабилитирован. Умер в Москве. Похоронен в Москве на Преображенском кладбище.

## Награды
- Орден Святой Анны 4-й степени с надписью «За храбрость» (23.05.1915)
- Орден Святого Станислава 3-й степени с мечами и бантом (21.10.1915)
- Орден Святой Анны 3-й степени с мечами и бантом (17.01.1916)
- Георгиевское оружие (22.03.1916)
- Два ордена Красного Знамени (22.10.1923, 26.03.1924)[7]